# Musica del Messico
La musica del Messico è molto variegata e si caratterizza per un'ampia varietà di generi musicali e stili d'esecuzione. È stata influenzata da una varietà di culture, per lo più popolazioni indigene ed europee. Il genere più famoso in Messico è il rock 'n' roll.

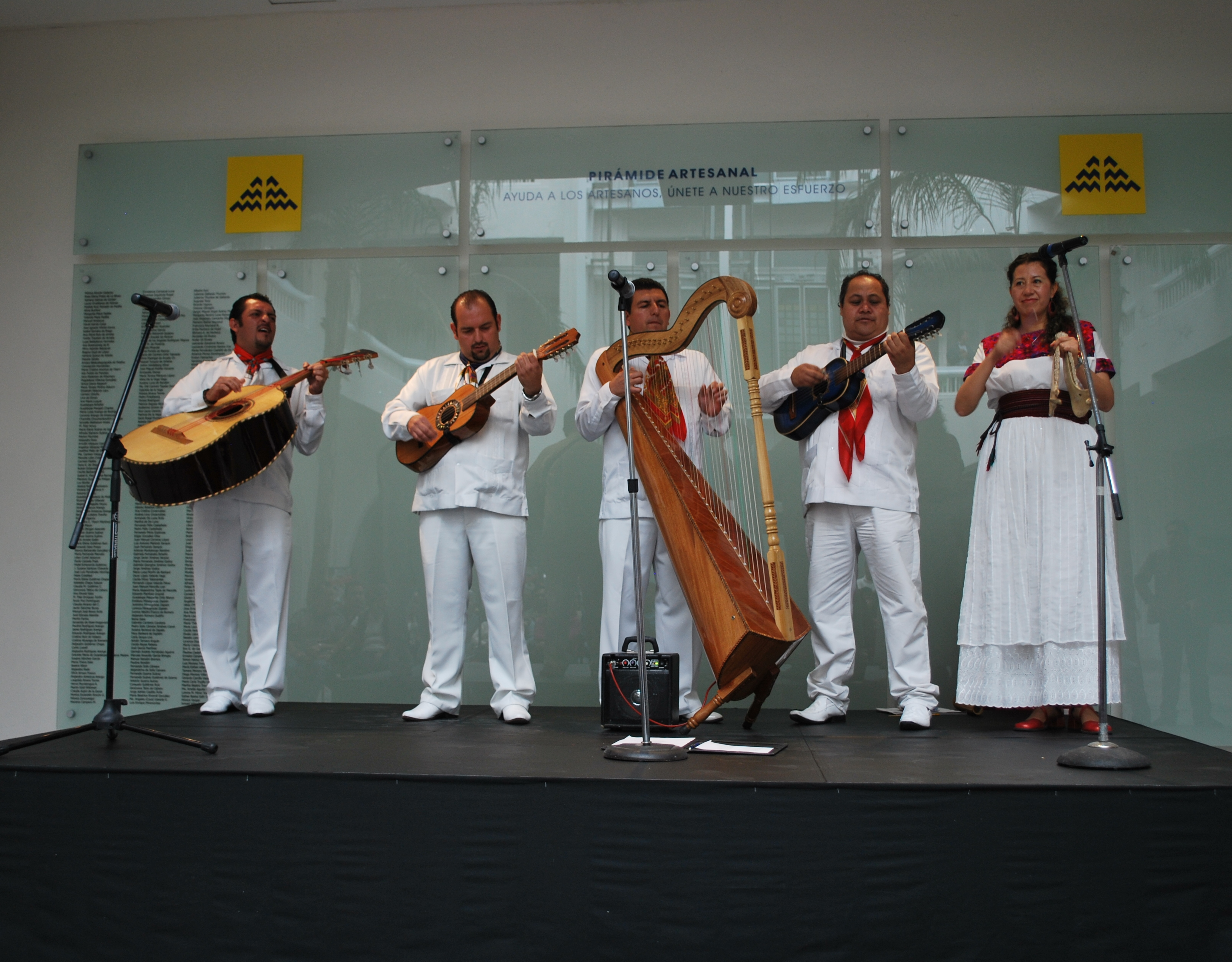
Complesso del genere son jarocho

Molte canzoni tradizionali messicane sono conosciute in tutto il mondo tra cui Júrame ("Giurami") di María Grever, e Te quiero dijiste, scritta nel 1944 per il film con interprete l'attrice Esther Williams; La Noche de los Mayas; Huapango de Moncayo; Sinfonia india ("Seconda sinfonia"); Sobre las olas; La Sandunga; Cielito lindo ("Bel tesoro/dolcecuore"); Granada; Besame mucho; Perfidia; Solamente una vez; Esta Tarde Vi Llover; Somos novios; ¡Ay, Jalisco, no te rajes!; e Jesusita en Chihuahua.
Tra le altre famose ci sono: México Lindo y Querido; Jarabe tapatío ("La danza del cappello messicano"); El Rey; El Triste; Pelea de gallos; Enamorada; Échame a mi la culpa; La ley del monte; La Bikina; Por Debajo de la Mesa; La Media Vuelta; La Bamba ("La Bamba"); Lilongo; e Jarabe Pateño; La Cucaracha.

## Musica messicana tradizionale

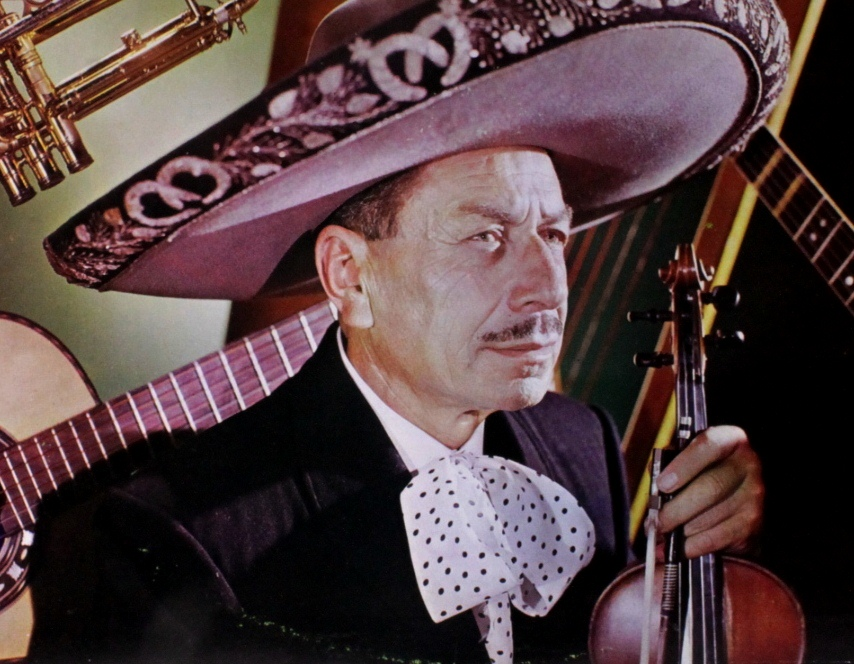
Silvestre Vargas.

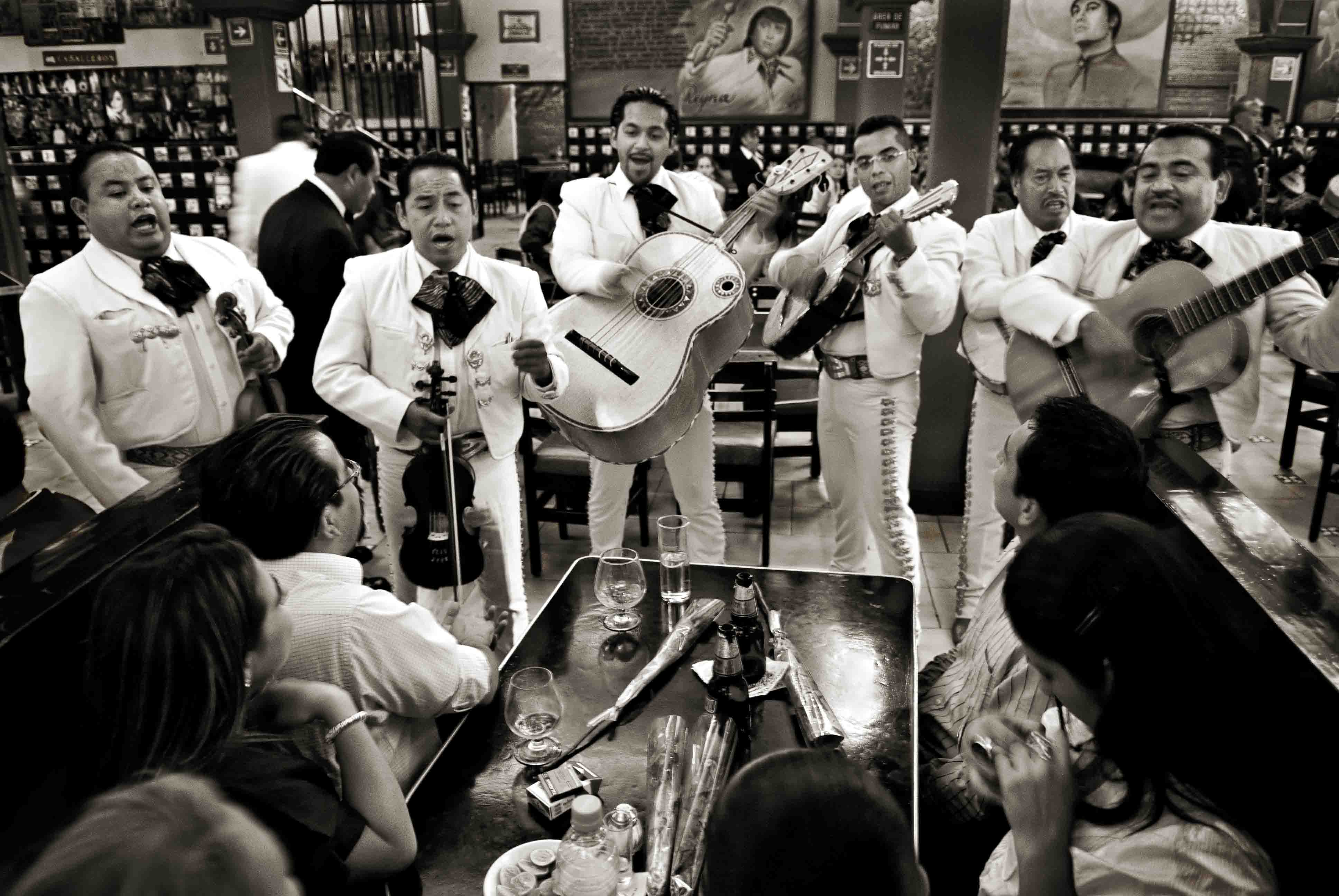
Mariachi che suonano Tenampa a Città del Messico.

- Dal tipo di forma musicale e stile: corrido, canzone Ranchera, Yucatecan trova, Son Huasteco[1], norteño (del nord Messico), Son jarocho Yucatecan jarana, Son Jarocho, Danzón messicano, Bolero messicano, Son istmeño, Son Jaliscience, Chilena (cilena), Son calentano, Son Planeco, e Canto cardenche.
- Dal tipo di gruppo musicale: banda, Yucatecan trio, conjunto calentano, conjunto huasteco, conjunto jarocho, conjunto norteño, Yucatecan jarana ensemble, mariachi, dell'ovest del Messico, e marimba.

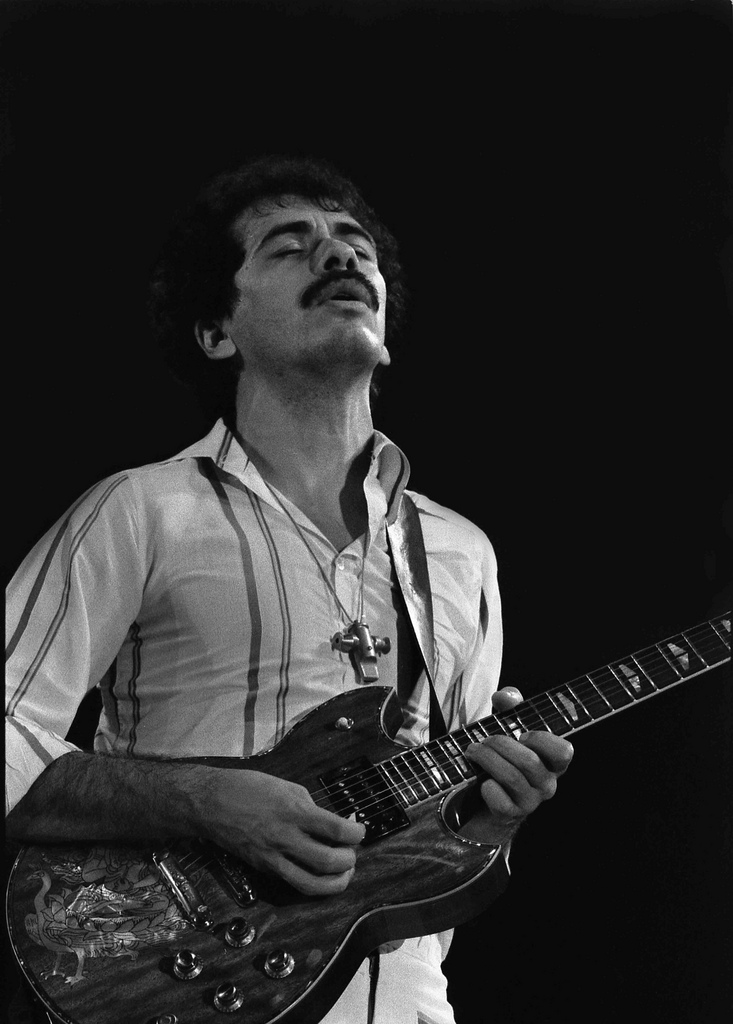
Carlos Santana.

## Musica non tradizionale
Musica Pop
Musica Rock
Musica alternativa
Musica Ska
Musica elettronica
Jazz
Opera
Musica classica

## Danza
Tra le danze popolari messicane possiamo ricordare il Jarabe tapatío